# إد هيس
إد هيس (بالإنجليزية: Ed Hess)‏ هو لاعب كرة قدم أمريكية أمريكي، ولد في 29 يونيو 1905، وتوفي في 20 مايو 1963.